# コンフェッティ 仰天!結婚コンテスト
コンフェッティ 仰天!結婚コンテスト（英：CONFETTI）は、イギリス制作のモキュメンタリー映画であり、アメリカ合衆国では2006年に公開された。

## ストーリー
ウェディング誌を出版しているコンフェッティ社は、売上を伸ばすため一番ユニークな結婚式を上げたカップルに新居をプレゼントするというコンテストを開催した。
最終決戦に残ったのはテニス好きのカップルによるテニス風の結婚式、ミュージカル好きなマットと音痴なサムによるミュージカル風結婚式、そしてナチュリストの裸結婚式だった。ゲイのウェディングプランナー、グレゴリーとアーチーは少ない予算で式の準備に取り掛かるが、どうもうまくいかない。はたして結婚式は無事開催されるのだろうか。

## キャスト
- マット・ノリス：マーティン・フリーマン（成田剣）
- サム：ジェシカ・スティーヴンソン（石塚理恵）
- ジョゼフ：ステファン・マンガン（てらそままさき）
- ヴィヴィアン：フェリシティ・モンタギュー（寺内よりえ）
- ジョアンナ・ロバーツ：オリヴィア・コールマン（渡辺美佐）
- マイケル：ロバート・D・ウェッブ（堀内賢雄）

その他声の出演：滝沢久美子